# Son of a Rotten Gambler
«Son of a Rotten Gambler» es una canción interpretada por la cantante canadiense Anne Murray. Fue publicado en septiembre de 1974 como el quinto y último sencillo de su noveno álbum de estudio, Love Song.

## Recepción de la crítica
Un escritor no especificado de la revista Cash Box la llamó una “balada sensiblemente tierna”, y lo atribuyó a la letra escrita por Chip Taylor y la voz más delicada de Murray.

## Lista de canciones
7-inch single – Capitol 3955
1. «Son of a Rotten Gambler» – 3:06
2. «Just One Look» – 2:56

## Posicionamiento
| Gráfica (1974)                                 | Pico de posición |
| ---------------------------------------------- | ---------------- |
| Canadá (RPM Pop Music Playlist)                | 1                |
| Canadá (RPM Country Playlist)                  | 3                |
| Estados Unidos (Billboard Hot Country Singles) | 5                |